# Accademia bavarese delle scienze
L'Accademia bavarese delle scienze (in tedesco: Bayerische Akademie der Wissenschaften) è un'accademia scientifica ed umanistica della Baviera, con sede a Monaco.
L'accademia è membro dell'Union der deutschen Akademien der Wissenschaften (Unione delle accademie delle scienze tedesche).

## Storia

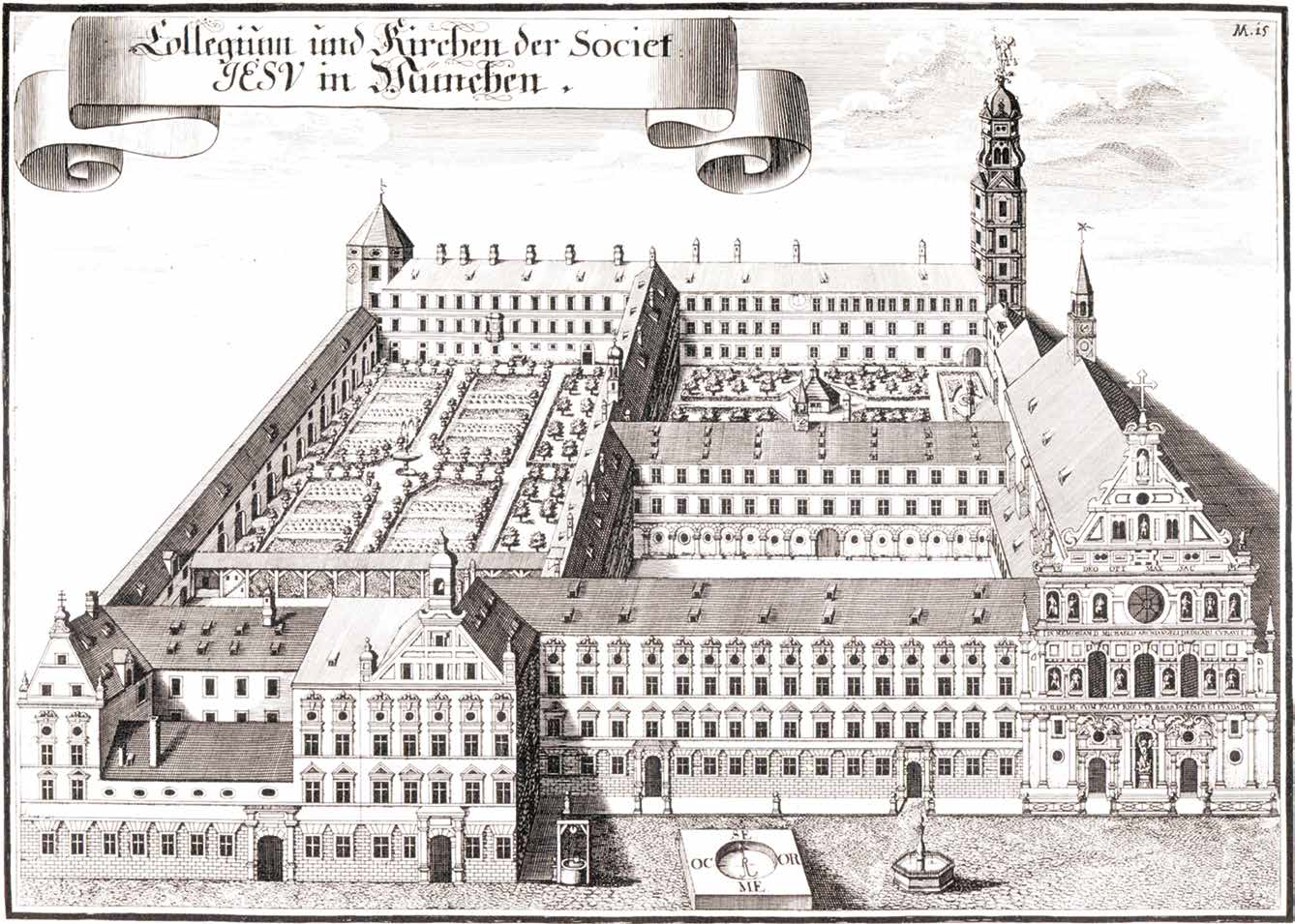
Il Wilheminum nel '700

L'Accademia delle scienze fu fondata nel 1759 dal principe elettore Massimiliano III di Baviera come "Accademia elettorale bavarese". Essa era divisa in due classi, quella di storia e quella di filosofia. Le scienze, secondo la divisione dell'epoca, erano considerate parte della filosofia (philosophia naturalis). A partire dal 1783, l'Accademia ha avuto sede nel cosiddetto Wilhelminum, l'antico collegio gesuitico di Monaco.
L'Accademia divenne "Regia accademia bavarese delle scienze" durante l'esistenza del Regno di Baviera, dal 1805 al 1918, anno in cui prese il nome attuale.
Durante la seconda guerra mondiale il Wilhelminum fu bombardato e distrutto. Dal 1959 l'Accademia è ospitata nell'ala nordorientale del Residenz di Monaco.

## Organizzazione
Oggi l'Accademia bavarese è ancora divisa in due classi, ma vi è un'unica classe di storia e filosofia (che comprende anche le scienze umane e sociali), mentre è stata creata la classe di matematica e scienze naturali.
In ogni classe il numero dei membri ordinari è di 45 e quello dei membri corrispondenti è di 80. Tuttavia, i membri ordinari dopo il compimento dei 70 anni non sono più conteggiati; conseguentemente il numero dei membri ordinari è generalmente intorno a 120.
Nel corso della sua storia l'Accademia ha avuto numerosi soci illustri, fra i quali Johann Wolfgang von Goethe, i Fratelli Grimm, Theodor Mommsen, Alexander e Wilhelm von Humboldt, Kurt Sethe, Max Planck, Otto Hahn, Albert Einstein, Franz Boas, Max Weber, Werner Jaeger, Arnold Sommerfeld, Alfred Pringsheim, Werner Heisenberg, Adolf Butenandt, Erwin Voit.
La prima socia donna fu nel 1892 l'etnologa, zoologa e botanica Therese von Bayern mentre nel 1936 fu nominata la prima socia corrispondente di sesso femminile, la filologa e papirologa italiana Medea Norsa.
Fra i presidenti dell'Accademia si possono citare fra gli altri Friedrich Heinrich Jacobi, Friedrich Wilhelm von Schelling, Justus von Liebig, Ignaz von Döllinger.

## Commissioni dell'Accademia

### Classe di storia e filosofia

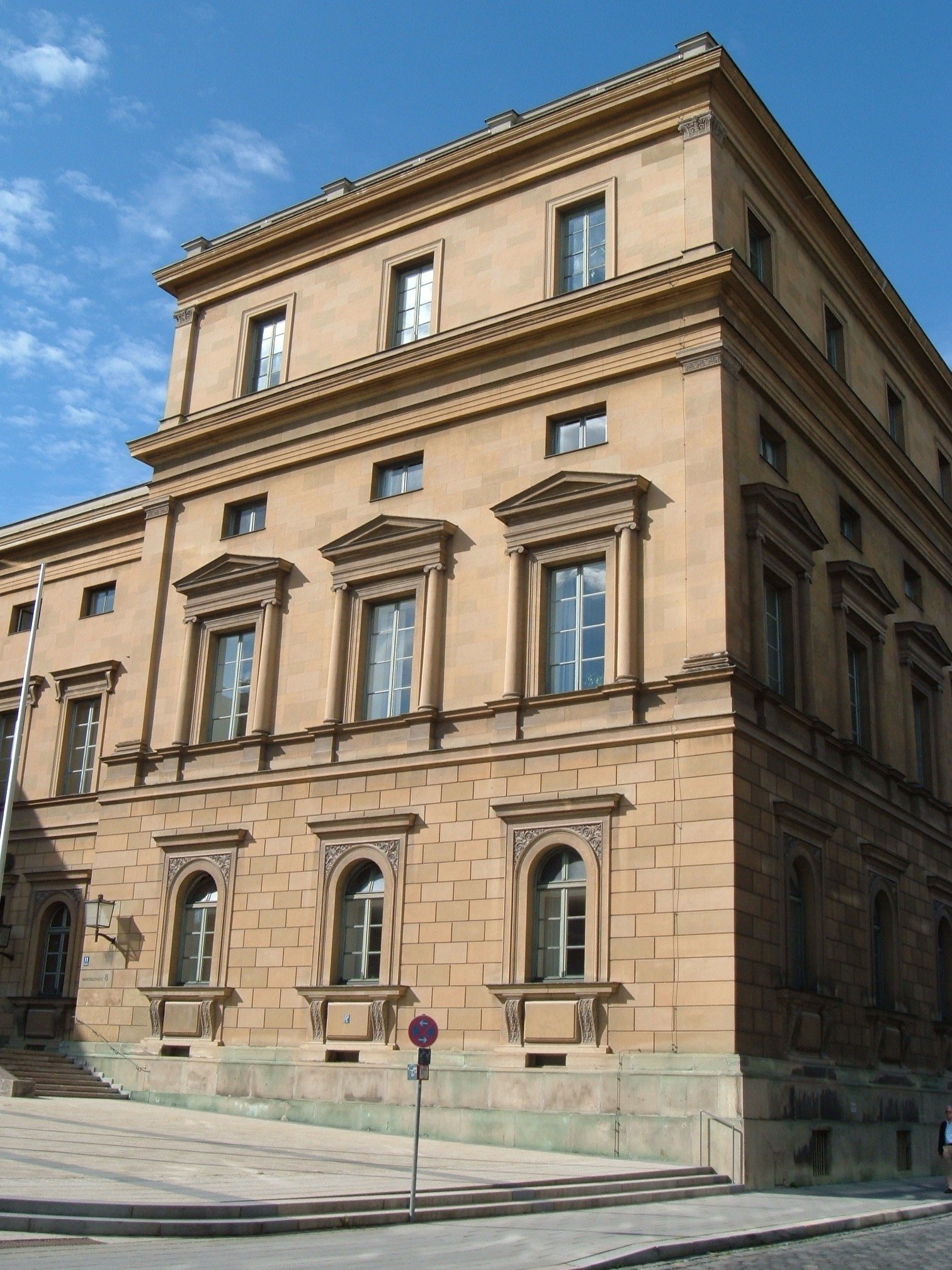
La sede attuale dell'Accademia

- Commissione per la storia bavarese con annesso istituto per la cultura popolare
- Commissione per l'edizione del Thesaurus Linguae Latinae
- Commissione per l'edizione di un vocabolario del latino medioevale
- Commissione per lo studio dei dialetti e la redazione dei vocabolari bavarese e francone
- Commissione per lo studio dell'Asia centrale ed orientale
- Commissione per l'edizione del Corpus Vasorum Antiquorum
- Commissione per l'edizione di un vocabolario dell'antico provenzale
- Commissione per lo studio dell'urbanistica antica
- Commission per l'archeologia comparata delle aree alpine e danubiane in età romana
- Commissione per l'edizione delle iscrizioni tedesche del Medioevo e dell'età moderna
- Commissione per la letteratura tedesca medioevale
- Commissione per l'edizione del lascito di Fichte
- Commissione per gli studi greci e bizantini
- Commissione per la storia dell'Accademia
- Commissione per l'edizione della corrispondenza epistolare di Friedrich Heinrich Jacobi
- Commissione per lo studio della scrittura cuneiforme e dell'archeologia vicinorientale
- Commissione per gli studi di antropologia culturale
- Commissione per l'edizione del catalogo delle biblioteche medioevali tedesche e svizzere
- Commissione di storia della musica
- Commissione di letteratura tedesca moderna
- Commissione per il repertorio delle fonti storiche della Germania medievale
- Commissione per l'edizione degli scritti di Schelling
- Commissione per la filogia semitica
- Commissione di storia sociale ed economica
- Commissione di storia della teologia
- Commissione per l'edizione dei testi inediti della spiritualità medievale
- Commissione per l'edizione dei documenti dell'Imperatore Federico II

### Classe di matematica e scienze naturali

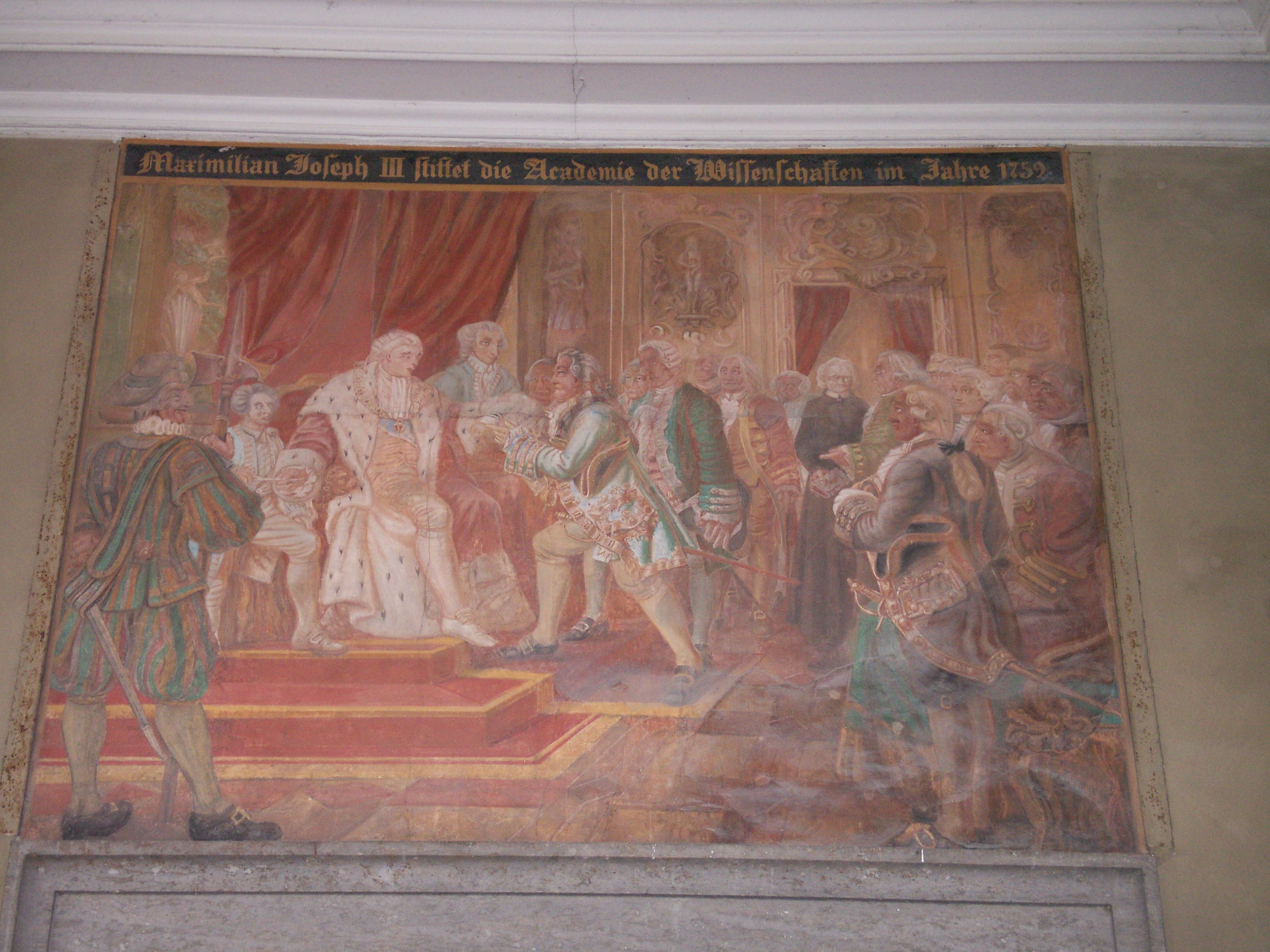
Massimiliano III fonda l'Accademia delle Scienze

- Commissione di informatica e Leibniz-Rechenzentrum
- Commissione per la fisica alle basse temperature
- Commissione di ecologia
- Commissione di geomorfologia
- Commissione di ricerca sull'alta pressione geologica
- Commissione di glaciologia
- Commissione geodetica tedesca
- Commissione di neuroscienza sensoria e motrice nell'uomo e nella macchina

### Commissioni comuni alle due classi
- Commissione per la scienza delle montagne
- Commissione di storia della scienza
- Commissione Forum di Tecnologia